# Signing Off
Singing Off es el álbum debut de la banda británica de reggae UB40. Fue lanzado el 29 de agosto de 1980, bajo el sello independiente Graduate Records. Fue un éxito en su natal Reino Unido, llegando al número 2 de los listados británicos, iniciando una carrera exitosa para la banda y comenzando su fama internacional.
El álbum tiene un fuerte componente político, influenciado por los problemas sociales como el desempleo, las políticas de Margaret Thatcher, y el ascenso del partido racista Frente Nacional; además de las influencias culturales, como la inmigración de caribeños desde la Segunda Guerra Mundial, que trajeron consigo elementos musicales que derivarían en el ska, desarrollado por The Police y The Specials a finales de los 70.
Los críticos y fanáticos de la banda aún lo consideran como el mejor álbum de UB40. Fue incluido en el listado de los 1001 Álbumes que hay que oír antes de morir.

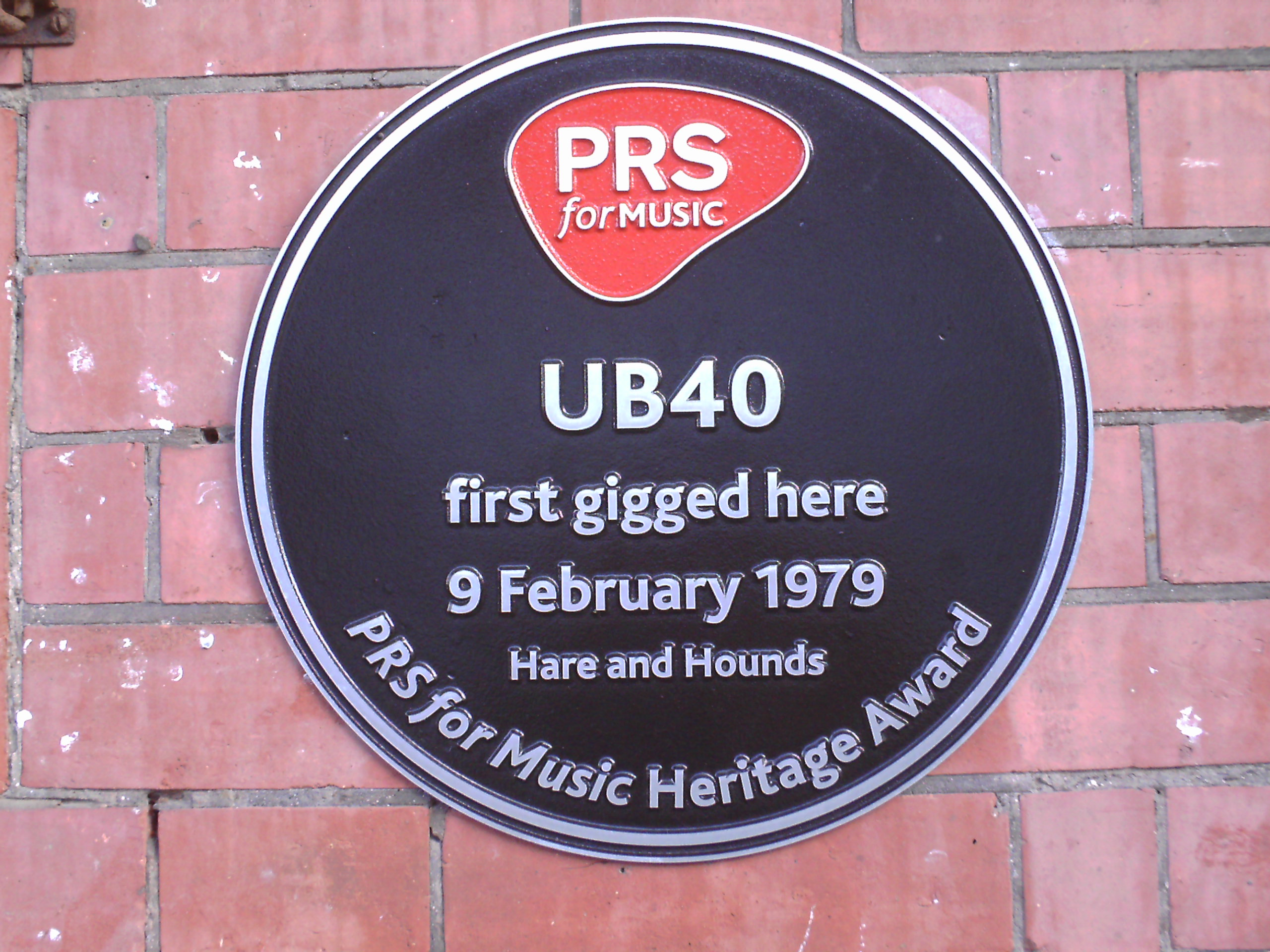
Placa conmemorativa del primer concierto de UB40